# مجموعة صديقي القابضة
مجموعة صديقي القابضة أو أحمد صديقي وأولاده، هي شركة قابضة إماراتية مختصة في مجال بيع الساعات والمجوهرات بالتجزئة تأسست في عام 1950 على يد أحمد قاسم صديقي الذي افتتح أول متجر له في منطقة بر دبي لتضم الآن أكثر من 50 متجرًا في مختلف مناطق دولة الإمارات العربية المتحدة. ومنذ تأسيسها قبل حوالي سبعين عام مازالت الشركة تحافظ على طبيعتها كشركة عائلية، وعلى تقديم الساعات السويسرية. وتمثل المجموعة الآن أكثر من 80 علامة تجارية عالمية في قطاع الساعات الفاخرة والمجوهرات.

## التاريخ
خلال بداية الخمسينيات، افتتح أحمد قاسم صديقي، الابن الوحيد لقاسم صديقي، متجره الأول الصغير في منطقة بر دبي التي تقع في الإمارات العربية المتحدة بسبب شغفه بجمع الساعات السويسرية حيث كان يتتبع أهم دور الساعات العالمية ويشتري كميات صغيرة من الساعات من وكيل الساعات «ويست إند» (West End) في الكويت وأيضًا الهند.

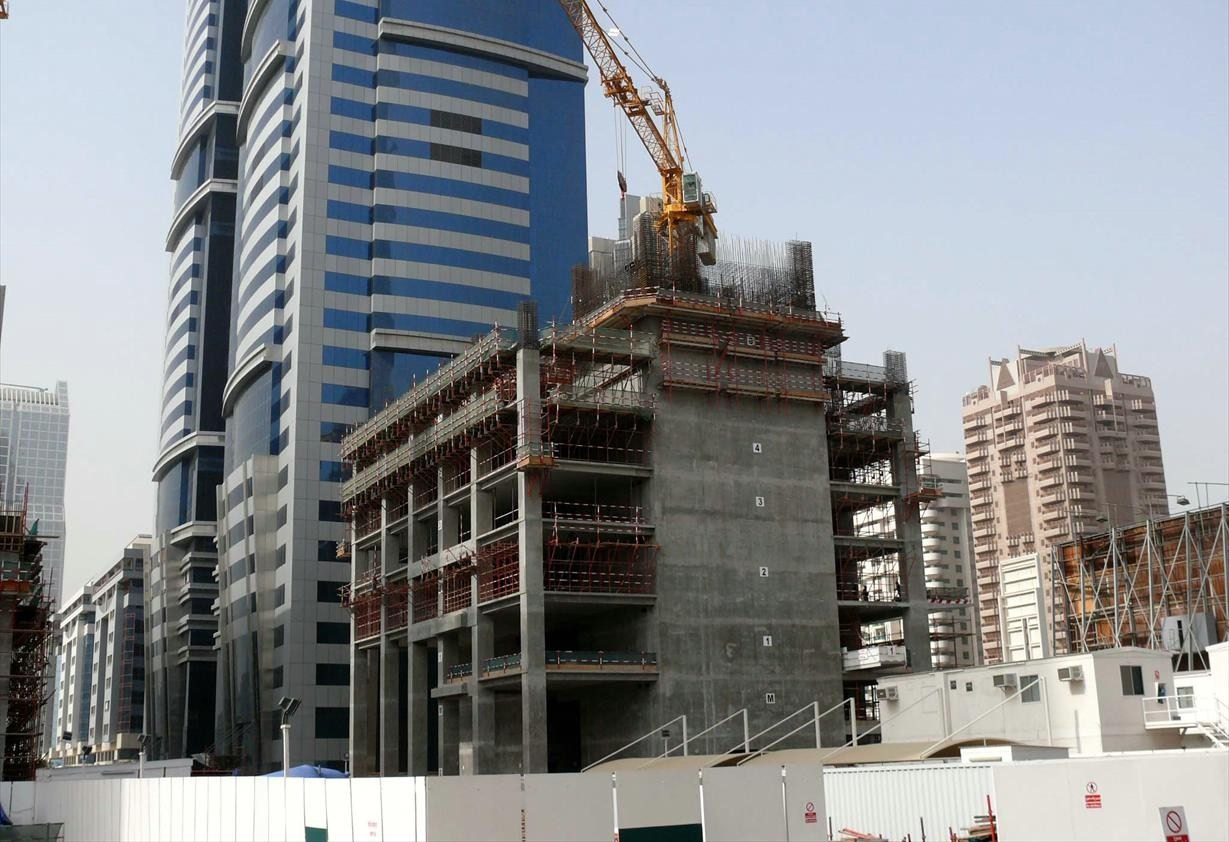
برج رولكس

في حقبة الخمسينيات وتحديدًا عام 1950، بدأت العلاقة ما بين عائلة صديقي وشركة رولكس السويسرية، حيث كان التعامل بينهما يتم من خلال وكيل الشركة السويسرية في البحرين. وبحلول عام 1960، استحوذت شركة أحمد صديقي على وكالة ساعات رولكس في إمارة دبي والإمارات الشمالية بعد تواصلها المباشر مع سويسرا. وتستمر الوكالة بين الشركتين إلى وقتنا الراهن، بالإضافة إلى استحواذها على وكالة 50 اسمًا تجاريًا من دور الساعات البارزة في العالم من بينها «باتيك فيليب»، «هيلوت»، و«شوبارد» وغيرهم. وفي عام 2012، وبعد أن تطورت العلاقة بين الشركتين سمحت الشركة السويسرية باستخدام شركة أحمد صديقي وأولاده اسمها التجاري لأول مرة في التاريخ على بناء يحمل اسم «برج رولكس» المكون من 63 طابقًا والذي يقع في شارع الشيخ زايد، وتعود ملكيته كاملةً لمجموعة صديقي القابضة.

### 2007
تحولت شركة صديقي إلى مجموعة قابضة في عام 2007، لتكون المجموعة الأساسية التي تضم «شركة أحمد صديقي وأولاده» المتخصصة في قطاع التجزئة، و«شركة خدمات الساعات السويسرية»، و«شركة أحمد صديقي وأولاده للاستثمار» التي تترأس إدارة المحفظة الاستثمارية للمجموعة.
وبعد وفاة أحمد قاسم صديقي، تولى ابنه، إبراهيم صديقي، مهمة توسيع شركة أحمد صديقي وأولاده. وفي عام 1964، أصبحت شركة أحمد صدّيقي وأولاده الأولى من حيث تأسيس المركز الخاص بخدمات ما بعد البيع «خدمات الساعات السويسرية» (Swiss Watch Service)، وافتتحت متجرها الثاني في عام 1967. وبعدها بعامين، نظمت الشركة معرضها الأول الخاص بالساعات في مطار دبي الدولي والذي حضره الشيخ مكتوم بن راشد آل مكتوم.

## أسبوع الساعات دبي
في عام 2015 أسست شركة أحمد صديقي وأولاده - تحت إدارة هند عبد الحميد صديقي - فعالية أسبوع الساعات دبي، والتي تُعقد كل عامين. يشمل برنامج الفعالية "منتدى الساعات" وهي سلسلة من حلقات النقاش؛ وورش عمل يقودها حرفيين وخبراء في الصناعة، والمنصة الإبداعية وغيرها من النشاطات.

## خدمة الساعات السويسرية
تم تأسيس مكتب خدمة الساعات السويسرية في عام 1964 وهو يوفر خدمة صيانة وتلميع الساعات السويسرية.

## ووتش بوكس الشرق الأوسط
عام 2019، أعلنت أحمد صديقي وأولاده ووتش بوكس (المنصة المتخصصة لشراء وبيع وتداول الساعات المستعملة) عن مشروع مشترك في الإمارات العربية المتحدة وافتتحا متجرًا مخصصًا لخدمات الساعات الفاخرة المستعملة - بما في ذلك الشراء والبيع والتداول.

## ماد غاليري
تم افتتاح معرض ماد غاليري في دبي مول نتيجة للتعاون بين أحمد صديقي وأولاده وإم بي آند إف، وهي يحتوي على قطع فنية مستوحاة من الساعات الفن الميكانيكي.

## الهيكل التنظيمي
قائمة أبرز الشخصيات في عائلة صديقي:
- أحمد قاسم صديقي، مؤسس شركة أحمد صديقي وأولاده
- محمد صديقي، رئيس الشؤون التجارية
- عبد الحميد صديقي، نائب رئيس المجموعة
- أسامة إبراهيم صديقي، نائب الرئيس الأعلى للشؤون المالية والإدارية
- هند عبد الحميد صديقي، نائبة رئيس قسم التسويق
- حسن عبد المجيد صديقي، نائب رئيس قسم الموارد البشرية

## العلامات التجارية والمتاجر
بعض شراكات صديقي مع أبزر العلامات التجارية العالمية والمتاجر:

### العلامات التجارية
1950
- رولكس

1960
- باتيك فيليب

1970
- جيرالد جينتا

1972
- شوبارد

1980
- هاري وينستون
- هوبلو

1985
- موفادو

1988
- تاج هيوير
- كونكورد

1990
- جاي لاروش
- تشارلز جوردان

1992
- دانيال روث

1994
- هيرميز
- جي سي وغيس

2006
- مومو ديزاين
- مارك إيكو
- روج إس إي
- ساعات فيراري
- فان كليف آند أربيلس

2010
- إيسي مياكي
- رالف لورين

### المتاجر
1956
- أول متجر لأحمد صديقي وأولاده

1964
- إنشاء خدمة الساعات السويسرية وتقديمها لخدمة ما بعد البيع للعملاء

1965
- أول معرض ساعات لأحمد صديقي وأولاده

1993
- أول متجر لساعات غيس في ديرة سيتي سنتر

1998
- أول متجر لساعات تاج هيوير في وافي مول

1999
- أول متجر لساعات شوبارد في فندق برج العرب

2008
- أول متجر رولكس في وافي مول
- أول متجر رولكس في فندق أتلانتيس
- أول متجر رولكس في دبي مول

2009
- أكبر متجر باتيم فيليب في الشرق الأوسط في مول دبي

2010
- أول متجر جي سي في مردف سيتي سنتر

## أهم الجوائز
في عام 2024 فازت "صِديقي القابضة" بجائزة محمد بن راشد آل مكتوم للشركات العائلية

## صِدِّيقي للكتّاب
أطلقت مؤسسة الإمارات للآداب برنامج «الفصل الأول: زمالة الإمارات للآداب وصِدِّيقي للكتّاب» في نوفمبر 2021 بالشراكة مع مجموعة صديقي القابضة، وهي أول زمالة عالمية للروائيين في المنطقة، تتطلع إلى الارتقاء بمهارات الكتّاب وتنمية مواهبهم بما يتيح لهم الحصول على مكانة مهمة في عالم الكتابة والتواصل مع وكلاء الأدب والناشرين في جميع أنحاء العالم 

## انظر ايضا
برج رولكس